# Mangifera paludosa
Mangifera paludosa là một loài thực vật thuộc họ Anacardiaceae. Loài này có ở Indonesia, có thể cả Malaysia, và Singapore.